# Yemi Alade
Yemi Eberechi Alade (sinh ngày 13 tháng 3 năm 1989), còn gọi tắt là Yemi Alade, là một ca sĩ và nhạc sĩ người Afropop, Nigeria. Cô đã nổi tiếng sau khi thắng được chương trình Tài năng Đỉnh cao năm 2009, và được biết đến với đĩa đơn hit "Johnny".

## Cuộc đời
Yemi Eberechi Alade sinh ngày 13 tháng 3 năm 1989 tại Abia State, Nigeria. Cha cô, James Alade, có nguồn gốc từ Yoruba trong khi mẹ cô, Helen Uzoma, có nguồn gốc Igbo, kết quả là cô được gọi là "cô gái Yoruba-Igbo". Alade là người thứ năm trong số bảy người con trong gia đình cô. Cô theo học trường tiểu học St Savior British, sau đó tiếp tục học tại Trường Ngữ pháp Victory ở Lagos, trước khi lấy bằng về Địa lý tại Đại học Lagos.

## Nghề nghiệp ca sĩ
Alade xuất hiện lần đầu trong một nhóm nhạc nữ Ally Girl vào năm 2005, nhưng âm nhạc của cô trở nên phổ biến rộng rãi sau khi cô giành được giải thưởng Tài năng Đỉnh cao vào năm 2009. Sau đó cô phát hành đĩa đơn đầu tiên "Fimisile" dưới tên Jus 'Kiddin'.
Năm 2012, cô đã ký hợp đồng với hãng nhạc Effyzzie Music Group và phát hành đĩa đơn "Ghen Ghen Love".
Vào tháng 7 năm 2013, Alade phát hành video cho bài hát R & B lãng mạn của cô "Bamboo", do Fliptyce sản xuất. "Bamboo" tiếp tục là một hit trung bình và là một bài hát đám cưới phổ biến. Trong quý cuối cùng của năm 2013, đĩa đơn của cô, "Johnny", do Selebobo sản xuất, đã bị rò rỉ trên internet. Bài hát đã trở thành một hit quốc tế ở Tanzania, Kenya, Ghana, Nam Phi, Liberia, Uganda, Zimbabwe, và Vương quốc Anh, và một số quốc gia khác. Vào thời điểm nó không có video âm nhạc đi kèm.
Alade đã được giới thiệu trên bìa của một số tạp chí và biểu diễn trên khắp thế giới, hát chung các bài hát với Mary J. Blige, Shina Peters, M.I, Wizkid, Becca, May D, Waje và Yemi Sax. 
Vào năm 2014, Alade đã xuất hiện trên bản "Lights" của Yung6ix, cũng như bản phối lại của "Sebiwo" của ngôi sao nổi tiếng Benropop của Beninese. Alade hợp tác với nhà quay phim Clarence Peters để tạo một video âm nhạc cho "Johnny", được phát hành vào tháng 3 năm 2014 và đã được đánh giá cao và hiện có hơn 91 triệu lượt xem trên YouTube, tính đến tháng 6 năm 2018.
Alade tham gia cùng với M.I, Waje, Timi Dakolo và Burna Boy hát bài hát chủ đề cho Port Harcourt, Thủ đô Sách Thế giới năm 2014 của UNESCO, như một phần của dự án kêu gọi những người trẻ tuổi đọc sách và ở lại trường. Ngay sau đó, Alade phát hành một đĩa đơn mới mang tên "Tangerine", có bài hát Selebobo; bài hát phổ biến trên khắp châu Phi. Cô xuất hiện như một nghệ sĩ khách mời trong album đầu tay của Falz.
Cô phát hành album đầu tay, King of Queens, vào ngày 2 tháng 10 năm 2014, và sau đó đi lưu diễn. Alade sau đó phát hành album phòng thu thứ hai, có tiêu đề Mama Africa, vào tháng 3 năm 2016.